# Urocitellus canus
Urocitellus canus — вид гризунів родини Sciuridae. Зустрічається на заході США в штатах Айдахо, Невада та Орегон.

## Морфологічна характеристика
Довжина голови й тулуба становить від 153 до 171 міліметрів, довжина хвоста становить від 36 до 40 міліметрів. Вага близько 150 грамів. Тварини порівняно невеликі з коротким і вузьким хвостом, на спині мають рівномірний сірий колір без помітних відмітин і плям. Шерсть на спині, щоках і задніх лапах мають відтінок від рожевого до пісочного кольору, черевна сторона біла. Хвіст зверху сірий, а знизу — кольору кориці. Вуха малі. У порівнянні з дуже схожим ховрахом (Urocitellus mollis), U. canus менший із меншим і ширшим черепом.

## Поширення
Ендемік США (Невада, Айдахо, Орегон). Зустрічається в основному у високих пустелях (полин, луг, ялівець західний), луках, пасовищах; а також у пониззі річкових долин. Зазвичай на добре дренованих ґрунтах, особливо на насипах. Частий навколо пустельних джерел і зрошуваних полів.

## Спосіб життя
Він створює великі системи нір. Молодняк народжується в гніздовій камері в підземній норі. Основний раціон — трав'яниста рослинність і насіння; також може їсти деякі частини кущів і тваринний матеріал. Може лазити по кущах під час пошуку їжі. Виходить зі стану спокою наприкінці зими або ранньою весною (самці перед самками), але повертається до стану спокою протягом травня-липня, коли трави висихають. Може мати окремий період активності восени. Найбільш активний рано вранці.